# Guariento di Arpo

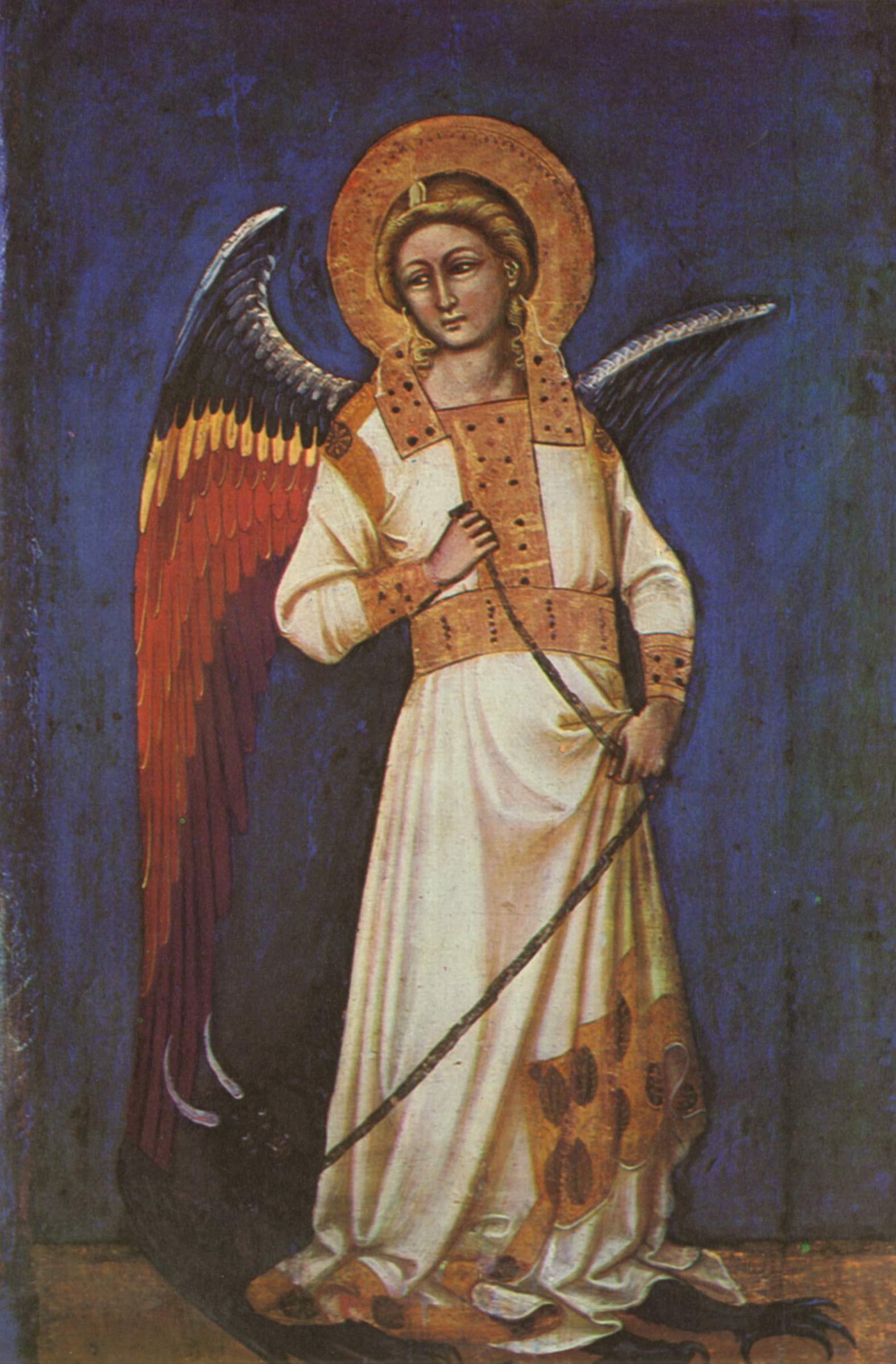
Engel in de kapel van het paleis Carrara in Padua.

Guariento di Arpo of d'Arpo (Piove di Sacco bij Padua 1310 - ? Bolzano 1370) was een Italiaans schilder van de gotiek van de 14e eeuw. 

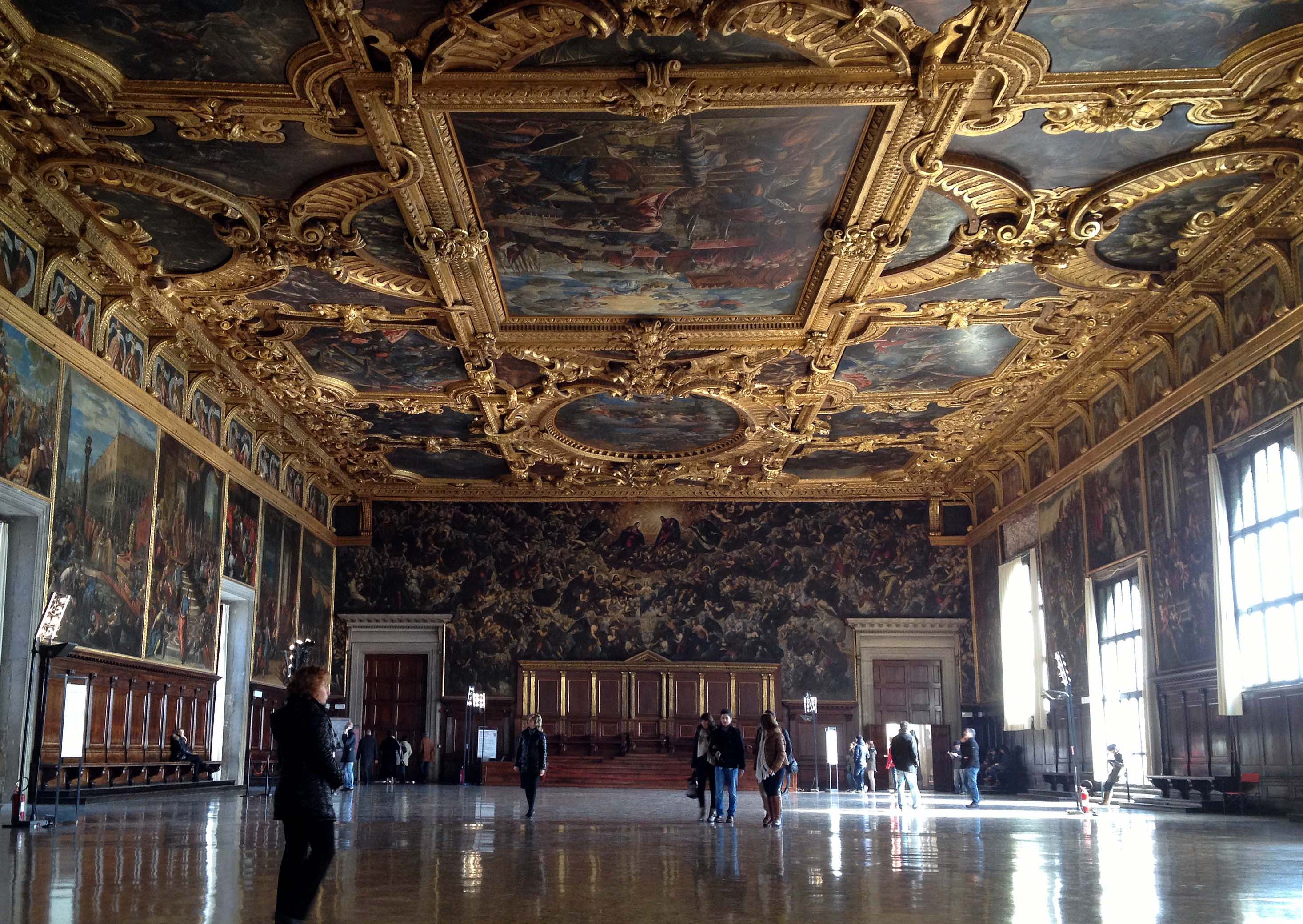
Grote Zaal van het Dogenpaleis: resten van het kunstwerk van Guariento di Arpo zijn bewaard ondanks branden en foute "restauraties".

Het grootste deel van zijn leven schilderde hij in Padua, zowel in kerken als bijvoorbeeld de Chiesa degli Eremitani van de augustijnen als in stadspaleizen van de adel. Hij verhuisde nadien naar Venetië voor een grote schilderopdracht in de Grote Zaal van het Dogepaleis, en dit in opdracht van doge Marco Corner. Zijn laatste opdracht was voor de Dominicanen in Bolzano.
Zijn stijl is byzantijns geïnspireerd en zijn geliefkoosd thema zijn engelen.
- Bibliothèque nationale de France: cb14897111k (data)
- Gemeinsame Normdatei: 122817052
- International Standard Name Identifier: 0000 0003 8573 5198
- Library of Congress Control Number: nr92040516
- MusicBrainz: 72c747d7-6572-422a-a142-2370a127d7a7
- Nationale Bibliotheek van Tsjechië: mzk2015874229
- Nederlandse Thesaurus van Auteursnamen: 070527199
- RKD-Nederlands Instituut voor Kunstgeschiedenis: 34404
- Istituto Centrale per il Catalogo Unico: NAPV044967
- Système universitaire de documentation: 155067982
- Union List of Artist Names: 500115816
- Virtual International Authority File: 3364123
- WorldCat: E39PBJvXdJTQjf9yHwBp3FBF8C